# Esti Ginzburg
Esti Ginzburg (em hebraico: אסתי גינזבורג, escrita alternativa Ginsberg, Ginsborg, nascida em 6 de março de 1990) é uma modelo e atriz Israelense.
Esti nasceu no ano de 1990 em Tel Aviv, Israel. Ela começou a sua carreira aos 8 anos de idade com uma propaganda de leite e aos 14 assinou contrato com a agência de modelos Elite Models. Em 2006, foi a vez da empresa Israelense Fox, com um contrato de 2 anos, substituindo a modelo/atriz Yael Bar Zohar que foi capa por 4, sendo assim a garota da capa da Francesa ELLE de Fevereiro/Março de 2007. Ela também foi modelo para marcas como Tommy Hilfiger, Burberry, FCUK, Pull and Bear, e Castro. H&M,Gucci,Prada, Versace e Também esteve nas edições 2009 e 2011 do Sports Illustrated Swimsuit Issue. Como atriz, Esti fará sua estreia nas telonas, em 2010 no filme de Joel Schumacher, Twelve.
Atualmente residente de Tel Aviv, serve as Forças de Defesa de Israel desde Julho de 2009, mas perto de Outubro desse mesmo ano, enquanto falava no apoio do alistamento, causou manchetes por criticar sua parceira Bar Rafaeli, também Modelo Israelense, por ela ter tido um falso casamento com um amigo da família, para evitar o serviço militar. Se juntando as Forças de Defesa de Israel, Esti falou: "O Serviço Militar é uma das coisas que eu particularmente acredito"
Em Fevereiro de 2010, a E! anunciou que Esti começou a trabalhar para a Victoria’s Secret porem a mesma negou afirmando que tinha adiado o contrato para 2014/2015 por conta da sua agenda envolvendo vida pessoal e trabalhos.